# نهائيات كأس ستانلي 2019
نهائيات كأس ستانلي 2019 هي نهائيات بطولة دوري الهوكي الوطني موسم 2018-19 بدأت النهائيات في 27 مايو واختتمت في 12 يونيو. فاز ريان أورايلي، بجائزة كون سميث كأفضل لاعب في التصفيات.

## روابط خارجية
- الموقع الرسمي